# 7381 Mamontov
7381 Mamontov (1981 RG5) là một tiểu hành tinh vành đai chính được phát hiện ngày 8 tháng 9 năm 1981 bởi L. V. Zhuravleva ở Nauchnyj.